# ديف فوربس
ديف فوربس هو لاعب هوكي الجليد كندي، ولد في 16 نوفمبر 1948 في مونتريال في كندا.

## وصلات خارجية
- ديف فوربس على موقع دوري الهوكي الوطني (الإنجليزية)
- ديف فوربس على موقع قاعة مشاهير الهوكي (لاعب أن.إتش.أل) (الإنجليزية)
- ديف فوربس على موقع EliteProspects.com (الإنجليزية)
- ديف فوربس على موقع HockeyDB.com (الإنجليزية)
- ديف فوربس على موقع Hockey-Reference.com (الإنجليزية)